# Carl Wenglein
Carl Wenglein (* 16. November 1882 in Nürnberg; † 5. Juni 1935 in Schwabach) war ein Schwabacher Nadelfabrikant, der aber vor allem als Begründer des "Weltbundes für Natur und Vogelschutz" (1931) bekannt wurde.
Er sammelte naturkundliche Gegenstände wie Vogeleier und Vogelnester sowie zahlreiche Mineralien und Tierpräparate aus aller Welt. Sie sind heute im Schwabacher Stadtmuseum zu besichtigen.
1930 gründete er den 6 Hektar großen Wengleinpark, einen Naturschutzpark in dem Ortsteil Eschenbach der Gemeinde Pommelsbrunn, wo Wenglein lange Jahre auch einen Wohnsitz hatte.